# Boston Renegades
Die Boston Renegades waren ein US-amerikanisches Frauenfußball-Franchise mit Sitz in der Stadt Wayland im Bundesstaat Massachusetts.

## Geschichte

### Anfangsjahre und Dominanz
Das Franchise wurde im Jahr 1995 ursprünglich noch als Boston Tornado gegründet. Gleich in der Premierensaison wurde man Mitglied der USL W-League und landete in der Eastern Division mit 44 Punkten auf dem fünften Platz. Zur Saison 1996 bekam das Team mit Boston Renegades anschließend seinen schlussendlichen Namen. Diesmal wurden alle Teams in Regionen aufgeteilt und die Mannschaft erreichte mit 13 Punkten in der East Region nur den siebten Platz. In der Saison 1997 gelang mit 18 Punkten, nun in der Northeast Division, erstmals als Dritter die Teilnahme an den Playoffs. Hier reichte es jedoch nach dem Elfmeterschießen nur zu einer knappen 0:1-Niederlage gegen die Long Island Lady Riders. Erstmals gelang es dann mit 33 Punkten in der Regular Season 1998 einen Ersten Platz sich zu sicher, in den Playoffs gelang dann in den Semifinals erst ein 2:0-Sieg über die New Jersey Lady Stallions, jedoch im Championship-Game dann eine 3:4-Niederlage gegen die Raleigh Wings.
Die Saison 1999 brachte für das Team am Ende mit 45 Punkten den dritten Platz mit sich, was diesmal aber nicht für die Playoffs berechtigte. Erst nach 52 Punkten in der Saison 2000 gelang dann wieder die Teilnahme. Hier scheiterte man aber in den Semifinals erneut gegen Raleigh, besiegte im Spiel um Platz 3 dann aber zumindest Toronto Inferno. Die Saison 2001 begann in der Regular Season dann gleich gut und mit 49 Punkten reichte es aufgrund zwei weiterer Teams mit 51 Punkten nur knapp für den dritten Platz in der Northern Conference. Hier besiegte man nun in den Semifinals erst Toronto mit 4:1, dann in den Finals Long Island mit 3:1, anschließend in den Championship-Semifinals Maryland mit 3:0 und am Ende auch im finalen Championship-Game Vancouver mit 5:1. Dadurch gelang dem Team erstmals die Meisterschaft in dieser Liga. Zur Saison 2002 wurden nun die Conferences nochmal in Divisionen aufgeteilt. Mit 55 Punkten gelang innerhalb der Northern Division, nun innerhalb der Eastern Conference, auch mit sehr deutlichem Abstand der Divisions-Sieg. In den Playoffs ging es dann in den Semifinals gegen Denver, die man mit 2:1 besiegte und dann ein weiteres Mal ins Championship-Game, wo es mit 3:0 auch gegen Charlotte erfolgreich war. So schnappte sich das Franchise ein zweites Mal hintereinander die Meisterschaft.

### Langsamer Niedergang bis Auflösung
In der Saison 2003 wurde man mit 40 Punkten nach Regular Season wieder einmal Erster. In den Divisional Championships ging es dann gegen Ottawa Fury, wo man zuhause jedoch mit 2:3 unterlag. Zur Folgesaison 2004 ging es für die Mannschaft in die New England Division, wo man mit 30 Punkten erneut Erster wurde. In den Divisional Finals brauchte man eine Verlängerung, um mit 1:0 am Ende die Western Mass Lady Pioneers zu besiegen. In den Eastern Semifinals setze es dann aber eine 0:2-Niederlage bei den New Jersey Wildcats, welche später auch Meister wurden.
In der Spielzeit 2005 war man nun zurück in der Northeast Division und musste auch hier hinter den Wildcats den Kürzeren ziehen, wodurch mit 27 Punkten es nur zum zweiten Platz in der Regular Season reichte. In den Playoffs währenddessen reichte es erst für ein 4:0 über New York Magic in den Quarterfinals, dem aber eine 1:2-Niederlage gegen die Toronto Lady Lynx folgte. Nun wurden Leistungen von Saison zu Saison schlechter, erst reichte es mit 29 Punkten dann nur noch für den dritten Platz, wonach man aber in den Playoffs den New Jersey Wildcats gegenüber mit 0:1 mal wieder das Nachsehen hatte. Durch 21 Punkte nach der Regular Season 2007 reicht es dann sogar nicht einmal mehr für die Playoffs über den vierten Platz. Diese erreichte man dann noch einmal mit 29 Punkten über den dritten Platz in der Saison 2008. Wo man aber auch wieder in der ersten Runde ausschied, diesmal gegen die Mannschaft der Long Island Rough Riders. Die letzte Saison war dann noch die Spielzeit 2009, wo man sich mit 25 Punkten zwar noch als Dritter für die Playoffs qualifiziert hätte, jedoch sagte man die Teilnahme daran dann ab. Nach der Saison wurde das Franchise dann, wie auch neun weitere nach dieser Runde, aufgelöst.